# Episema griseoviolacea
Episema griseoviolacea är en fjärilsart som beskrevs av Wagner. Episema griseoviolacea ingår i släktet Episema och familjen nattflyn. Inga underarter finns listade i Catalogue of Life.